# Balthasar Kademann
Balthasar Kademann (též Cademann či Kadelmann) (* 1533 v Ortrandu – 17. října 1607 v Pirně) byl německý luterský teolog a duchovní.
Studoval v Míšni, Lipsku a ve Wittenbergu. Po studiích působil jako rektor škol, diakon a farář na několika místech, mimo jiné i České Kamenici. Roku 1576 odešel do Drážďan, kde se stal domácím kazatelem Hannse Georga z Mansfeldu a následně roku 1579 dvorním kazatelem. Od roku 1587 působil (s krátkou přestávkou v roce 1591) jako superintendent v Pirně.
Patřil k zastáncům luterské ortodoxie a odpůrcům kalvinismu.